# Поремба (Нижньосілезьке воєводство)
Поремба (пол. Poręba, нім. Lichtenwalde) — село в Польщі, у гміні Бистшиця-Клодзька Клодзького повіту Нижньосілезького воєводства.
Населення — 232 особи (2011).
У 1975-1998 роках село належало до Валбжиського воєводства.

## Демографія
Демографічна структура станом на 31 березня 2011 року:
|          | Загалом | Допрацездатний вік | Працездатний вік | Постпрацездатний вік |
| -------- | ------- | ------------------ | ---------------- | -------------------- |
| Чоловіки | 116     | 16                 | 83               | 17                   |
| Жінки    | 116     | 18                 | 60               | 38                   |
| Разом    | 232     | 34                 | 143              | 55                   |